# Lajosmizse
Lajosmisze je gradić u središnjoj Mađarskoj.
Zauzima površinu od 164,66 km četvornih.

## Zemljopisni položaj
Nalazi se u regiji Južni Alföld, na 47°1'30" sjeverne zemljopisne širine i 19°33'25" istočne zemljopisne dužine.

## Upravna organizacija
Upravno pripada kečkemetskoj mikroregiji u Bačko-kiškunskoj županiji. Poštanski broj je 6050.

## Promet
Lajosmisze se nalazi na željezničkoj prometnici. U ovom gradiću se nalaze dvije željezničke postaje, a i u kečkemetskom okrugu Klábertelepu.

## Stanovništvo
U Lajoszmiszeu živi 11.164 stanovnika (2001.). 

## Vanjske poveznice
- (mađ.) Službene stranice